# Pedro Alexandrino da Cunha
Pedro Alexandrino da Cunha (ottobre 1801 – Macao, 6 luglio 1850) è stato un militare, esploratore e politico portoghese, membro del Consiglio di Sua Maesta la Regina, Capitano di mare e guerra, Commendatore degli Ordini di San Benedetto d'Avis e della Torre e Espada do Valor, Lealdade, e Mérit, fu Governatore della provincia di Angola (1845-1848) e del possedimento di Macao (1850).

## Biografia
Nacque nell’ottobre 1801, figlio del primo tenente dell’Armada Jacinto Peres da Cunha, e di dona Rita Tiburcia da Costa. Dopo aver frequentato il Collegio militare di Lisbona entrò nell’esercito divenendo Alfiere presso lo Stato maggiore il 22 marzo 1821. Divenuto tenente il 9 luglio 1827, prestò servizio presso il 13º Reggimento di fanteria imbarcandosi a bordo della fregata brasiliana Isabel nel settembre 1828. Arrivato in Brasile prestò servizio presso il castello di San Jõao Baptista do Monte Brasil, trasferendosi quindi nell’Armada con il grado di secondo tenente il 25 febbraio 1831. Imbarcatosi sul brick Liberal partecipò ad un viaggio esplorativo sull’isola di Oeste.
Salpato da Lisbona il 9 dicembre 1836 a bordo della fregata Dona Isabel María, visitò Capo Verde, Pernambuco, Bahia, Rio de Janeiro e nell’agosto del 1839 effettuò numerose esplorazioni geografiche sulla costa occidentale dell'Africa, ritornando in Portogallo nel corso del 1841. Eletto Deputato alla Camera per São Tomé e Príncipe il 3 gennaio 1843, lasciò l’incarico per salpare nuovamente alla volta dell’Angola a bordo della corvetta Urania il 27 aprile dello stesso anno.
Promosso al grado di Capitano di fregata il 14 febbraio 1844 il 31 maggio 1845 sostituì Lourenço Germack Possollo come Governatore generale della provincia di Angola, prestando servizio fino al 1848 quando lasciò l’incarico a Adrião Acácio da Silveira Pinto. Durante la sua amministrazione emanò numerose disposizioni che regolarono la vita della capitale della colonia, Luanda: suddivise la città in settori, creò l’illuminazione pubblica, regolò la raccolta dei rifiuti, le zone commerciali e la presenza di animali sulle strade, ed instituì il Boletim Official, primo organo di stampa dell’Angola.
Eletto nuovamente alla Camera dei deputati nel 1849, assunse il comando del vascello da 80 cannoni Vasco da Gama partendo per Rio de Janeiro, dove una volta arrivato si imbarcò sulla corvetta Dom João I partendo, al comando di una piccola squadra navale, per Macao in seguito all’omicidio del locale governatore João Maria Ferreira do Amaral, avvenuto il 22 agosto dello stesso anno. Con l’obiettivo di reagire alle provocazioni del governo cinese del Guangzhou le autorità portoghesi, oltre alla corvetta Don João I, mandarono anche la corvetta  Íris e la fregata Dona Maria II che trasportavano truppe di rinforzo. Dal 30 maggio al 6 luglio 1850 svolse l’incarico di Governatore della colonia di Macao, spegnendosi a causa di un attacco di colera.
Fu collaboratore della Revista universal lisbonense: jornal dos interesses physicos, moraes e litterarios por uma sociedade estudiosa edita tra il 1841 e il 1859.

### Annotazioni
1. ↑  Rimasto ucciso ad Argel in uno scontro con i mori mentre si trovava imbarcato sulla fregata Cisne.
2. ↑  La corvetta Íris si trovava allora in Brasile, e versava in condizioni deplorevoli. Una volta salpata dovette ritornare indietro poco tempo dopo per completare le riparazioni, e arrivò a Macao molto tempo dopo.

### Fonti
1. ↑  Vasconcellos 1851, p. 1.
2. ↑  Vasconcellos 1851, p. 6.
3. 1 2  Vasconcellos 1851, p. 7.
4. 1 2 3  Vasconcellos 1851, p. 8.
5. ↑  Cunha, Pedro Alexandrino da, «Explorações dos Portugueses na Costa Occidental d’Africa em 1839 - Relatório do Ocorrido na Comissão da Corveta Isabel Maria à costa do Sul das Possessões Portuguesas na Costa Occidenta d’Africa em Agosto de 1839», in Annaes Maritimos e Coloniaes, Parte não oficial, Lisboa, 5ª Série, 1845, pp. 459-468.
6. 1 2 3 4  Vasconcellos 1851, p. 9.
7. ↑  Rulers.org - Angola
8. ↑  worldstatesmen.org - Angola
9. 1 2  Vasconcellos 1851, p. 14.
10. 1 2 3 4  Ride, Ride, Wordie 1999, p. 58.
11. ↑  Revista universal lisbonense : jornal dos interesses physicos, moraes e litterarios por uma sociedade estudiosa (1841-1859)  cópia digital, Hemeroteca Digital